# Chittoor (distrikt)
Chittoor distrikt ligger i staten Andhra Pradesh i Indien. Administrativ centralort är Chittoor. Vid folkräkningen 2001 hade Chittoor 3 745 875 invånare. 2 934 845 av dessa bodde på landsbygden och 811 030 bodde i tätorter.

## Demografi
Av befolkningen i Chittoor är 66,77% läskunniga (77,62% av männen och 55,78% av kvinnorna).